# Juan Pablo Colonna
Juan Pablo Colonna fue un religioso y compositor, natural de Brescia, Italia, fallecido en 1695.
Leo, Juan Pablo Colonna, Scharlatti hicieron más penetrante la expresión religiosa, mas apasionada y la aproximaron insensiblemente al estilo dramático (cita de la obra Tesoro de Bellas Artes, Santiago, 1872; escrita por José Bernardo Suárez).

## Biografía
Juan Pablo fue maestre de capilla de San Petronio, miembro de la Academia de los Filarmónicos de la que fue elegido cuatro veces presidente. Su padre Antonio Colonna era constructor de órganos y estableció en Bolonia una escuela de música, de la que salieron buenos músicos como Giovanni Bononcini
Juan Pablo no trabajó más que para la Iglesia y fue uno de los compositores más hábiles del siglo XVII: su ciencia era profunda, su estilo brillante, vivamente acentuado y sabiamente modulado.
Juan Pablo tuvo una controversia con Arcangelo Corelli concerniente a la consecución del quinto del primer movimiento de la tercera sonata de su Opera Segunda.
Juan Pablo murió en 1695 y fue enterrado en San Petronio con gran pompa y erigiósele un monumento.
El Padre Martini recogió algunos de los execelentes trabajos para la Iglesia de Colonna en su obra "Storia della musica", Bologna, 1757-81, 3 vols., y para William Boyce Colonna fue el modelo de Georg Friedrich Handel para los coros acompañados por muchas partes instrumental, diferente desde el vocal.
Angelo Berardi dedicó el séptimo capítulo de la segunda parte de su "Miscellanea musicale" a Colonna.

## Obra
- Cuatro obras relativas a los Salmos a tres, cuatro, cinco y seis voces, desde 1681 a 1694, en 4º
- Dos libros de Moteles a una, dos y tres voces, 1681, en 8º..3ª.
- Tres misas a ocho voces y otras tantas composiciones, 1684-1691, 4ª.
- Las letanías de la Virgen Santísima, 1682, 5ª.
- Las lamentaciones de la semana, 1689.
- Una ópera de Amilcare en Cipro.- Drama representado en 1692 en el teatro Malvezzi de Bolonia; poesía Alejandro Gargiera.
- Sus obras fueron guardadas con gran veneración y en una iglesia de Venecia se conservan numerosas composiciones manuscritas de Colonna, en la que no se dejaba sacar copias, y también el antiguo fondo de manuscritos de la Casa de Breitkopf en Leipsick había una misa a cinco voces, una orquestal ajustada por Harrer, otra misa a tres coros con orquesta y un oratorio de San Basilio ejecutado en Bolonia en 1680.